# Club Ferrocarril Roca (Las Flores)
El Club Ferrocarril Roca, conocido como Ferro de Las Flores, es una entidad social y deportiva multidisciplinaria de la ciudad de Las Flores, en la provincia de Buenos Aires, Argentina.
Entre otras disciplinas, su actividad más destacada es el fútbol, en el que participa del Torneo Federal B, la cuarta categoría del fútbol argentino para los clubes indirectamente afiliados a la Asociación del Fútbol Argentino. Su liga de origen es la Liga de fútbol de Las Flores.
 Su sede se encuentra en Pellegrini 613, y el predio, junto con el estadio, en Avellaneda y Vidal, en la ciudad de Las Flores.

## Historia

### Fundación
A comienzos del siglo XX, la expansión del ferrocarril en la provincia de Buenos Aires se proyectaba como la mejor manera para que, entre otros aspectos, el entonces considerado pueblo de Las Flores tenga una vía de comunicación directa y más rápida con la capital federal. Entre otras inversiones llevadas a cabo en el plano ferroviario, el intendente del partido de Las Flores Dr. Domingo Harosteguy cedió los predios para la construcción del club y, el 30 de agosto de 1903, se lo funda bajo el nombre de Club Social y Deportivo del Ferrocarril. La fundación fue llevada a cabo por un grupo de trabajadores del ex Ferrocarril General Roca. De esta manera, Ferro se convierte en el club más añejo de la ciudad. Años más tarde, se cambia el nombre a Club Social y Deportivo Ferrocarril Roca, el cual lleva actualmente.

### Fútbol

#### Ascenso al Argentino B
En diciembre de 2013 obtuvo el derecho de participar en el Torneo del Interior 2014 debido a la no participación del campeón del torneo Apertura organizado por la Liga Florense.
Integró la zona 17 del campeonato junto a Estrella Azul y Blanca de General Alvear y los equipos de Juventud Unida y La Terraza, ambos de Las Flores. Clasificó primero en su zona cosechando 13 puntos, con cuatro partidos ganados, uno empatado y otro perdido.
En la primera fase de la etapa final enfrentó a San Lorenzo de Rauch, empatando ambos partidos (2-2 de visitante y 1-1 de local) y yendo a los penales, donde el albiceleste venció a su par por 2-0.

En la segunda fase enfrentó a Madreselva, empatando también ambos partidos por 1-1 de local y 0-0 de visitante, consecuentemente volviendo a la definición por tiros desde el punto de penal, donde los florenses vencieron por 4-2 a los de la ciudad de Lobos.
Ya en la tercera y última fase, el equipo ganó 1 a 0 en su estadio a Círculo Deportivo Otamendi. Una semana después, en el partido de vuelta, se encontró con un equipo local decidido en actitud ofensiva, el cual tuvo varias situaciones de gol, pero Ferro supo manejar los tiempos y en el último minuto del tiempo adicional, Enzo Puga logró sellar el 1-0 con el que el equipo florense consiguió el histórico ascenso.
De esta manera, el ferroviario pasó a la historia grande del fútbol local, convirtiéndose en el primer equipo de la ciudad que participe en la cuarta categoría del fútbol argentino.
Ferro es uno de los clubes más populares de la ciudad. Tiene una dirigencia y un grupo de trabajo que hace muy bien las cosas, esto ha dado muy buenos resultados en los últimos años. 
| Pos | Equipo           | Pts | PJ | G | E | P | GF | GC | DIF |
| --- | ---------------- | --- | -- | - | - | - | -- | -- | --- |
| 1º  | Ferrocarril Roca | 23  | 12 | 6 | 5 | 1 | 19 | 7  | 12  |

| Partidos     | Partidos               | Partidos      | Partidos               | Partidos                          | Partidos      | Partidos |
| Zona 17      | Zona 17                | Zona 17       | Zona 17                | Zona 17                           | Zona 17       | Zona 17  |
| Fecha        | Local                  | Resultado     | Visitante              | Estadio                           | Fecha         | Hora     |
| ------------ | ---------------------- | ------------- | ---------------------- | --------------------------------- | ------------- | -------- |
| Fecha 1      | Estrella Azul y Blanca | 1 - 3         | Ferrocarril Roca       | C.E.F n°36 de Gral.Alvear         | 25 de enero   | 17:00    |
| Fecha 2      | Ferrocarril Roca       | 1 - 2         | Juventud Unida         | Estadio del Club Ferrocarril Roca | 1 de febrero  | 21:00    |
| Fecha 3      | La Terraza             | 0 - 0         | Ferrocarril Roca       | Estadio del Club Ferrocarril Roca | 8 de febrero  | 20:00    |
| Fecha 4      | Ferrocarril Roca       | 6 - 0         | Estrella Azul y Blanca | Estadio del Club Ferrocarril Roca | 15 de febrero | 20:00    |
| Fecha 5      | Juventud Unida         | 0 - 1         | Ferrocarril Roca       | Estadio del Club Ferrocarril Roca | 23 de febrero | 17:00    |
| Fecha 6      | Ferrocarril Roca       | 2 - 0         | La Terraza             | Estadio del Club Ferrocarril Roca | 1 de marzo    | 20:00    |
| Primera fase |                        |               |                        |                                   |               |          |
|              | Local                  | Resultado     | Visitante              | Estadio                           | Fecha         | Hora     |
| Ida          | San Lorenzo            | 2 - 2         | Ferrocarril Roca       | Estadio Municipal de Rauch        | 16 de marzo   | 17:00    |
| Vuelta       | Ferrocarril Roca       | (2) 1 - 1 (0) | San Lorenzo            | Estadio del Club Ferrocarril Roca | 23 de marzo   | 20:00    |
| Segunda fase |                        |               |                        |                                   |               |          |
|              | Local                  | Resultado     | Visitante              | Estadio                           | Fecha         | Hora     |
| Ida          | Ferrocarril Roca       | 1 - 1         | Madreselva             | Estadio del Club Ferrocarril Roca | 30 de marzo   | 16:00    |
| Vuelta       | Madreselva             | (2) 0 - 0 (4) | Ferrocarril Roca       | Estadio de Fútbol de Madreselva   | 6 de abril    | 16:00    |
| Tercera fase |                        |               |                        |                                   |               |          |
|              | Local                  | Resultado     | Visitante              | Estadio                           | Fecha         | Hora     |
| Ida          | Ferrocarril Roca       | 1 - 0         | Círculo Deportivo      | Estadio del Club Ferrocarril Roca | 20 de abril   | 16:00    |
| Vuelta       | Círculo Deportivo      | 0 - 1         | Ferrocarril Roca       | Estadio Guillermo Trama           | 27 de abril   | 15:30    |

#### Federal B 2014
El 7 de septiembre de 2014 Ferro cumplió el sueño de debutar en el Torneo Federal B. En su primer partido enfrentó a Sarmiento de Ayacucho de visitante en un enfrentamiento que terminó 0 a 0.
En ese primer torneo el ferroviario disputó 14 partidos, con dos partidos ganados, ocho empatados y cuatro derrotas que lo dejaron 6° en su zona de ocho equipos, por delante de Argentinos de 25 de Mayo y Defensores de Valeria del Mar, con un total de 12 goles a favor y 15 en contra.
En este torneo se logró uno de los triunfos más importante de la institución, derrotando a Deportivo Camioneros por 1 a 0 en su estadio luego de una corrida de Maximiliano Marin y un centro atrás que aprovechó Luis María Suárez. 
Por su posición en la tabla Ferro mantuvo la categoría, a pesar de que ese año no habría descenso por la reestructuración de los campeonatos nacionales.

#### Federal B 2015
En su segundo incursión en los torneos nacionales, Ferro fue parte de la zona 3 junto a otros 11 equipos de la región. Lamentablemente a dos fechas de finalizar la etapa de clasificación el equipo ferroviario perdió la categoría junto a Once Tigres de 9 de Julio y Sportman de Carmen de Areco.
El primer partido fue frente a Argentinos de 25 de mayo en su estadio, enfrentamiento que terminó con una derrota ferroviaria por 1 a 0.
El ferroviario finalizó el torneo 11° con 16 puntos obtenidos gracias a cuatro victorias, 4 empates y 14 derrotas que provocaron la perdida de la categoría en la fecha 20 en manos de Bragado Club en un partido que terminó 2 a 0.

## Símbolos del club

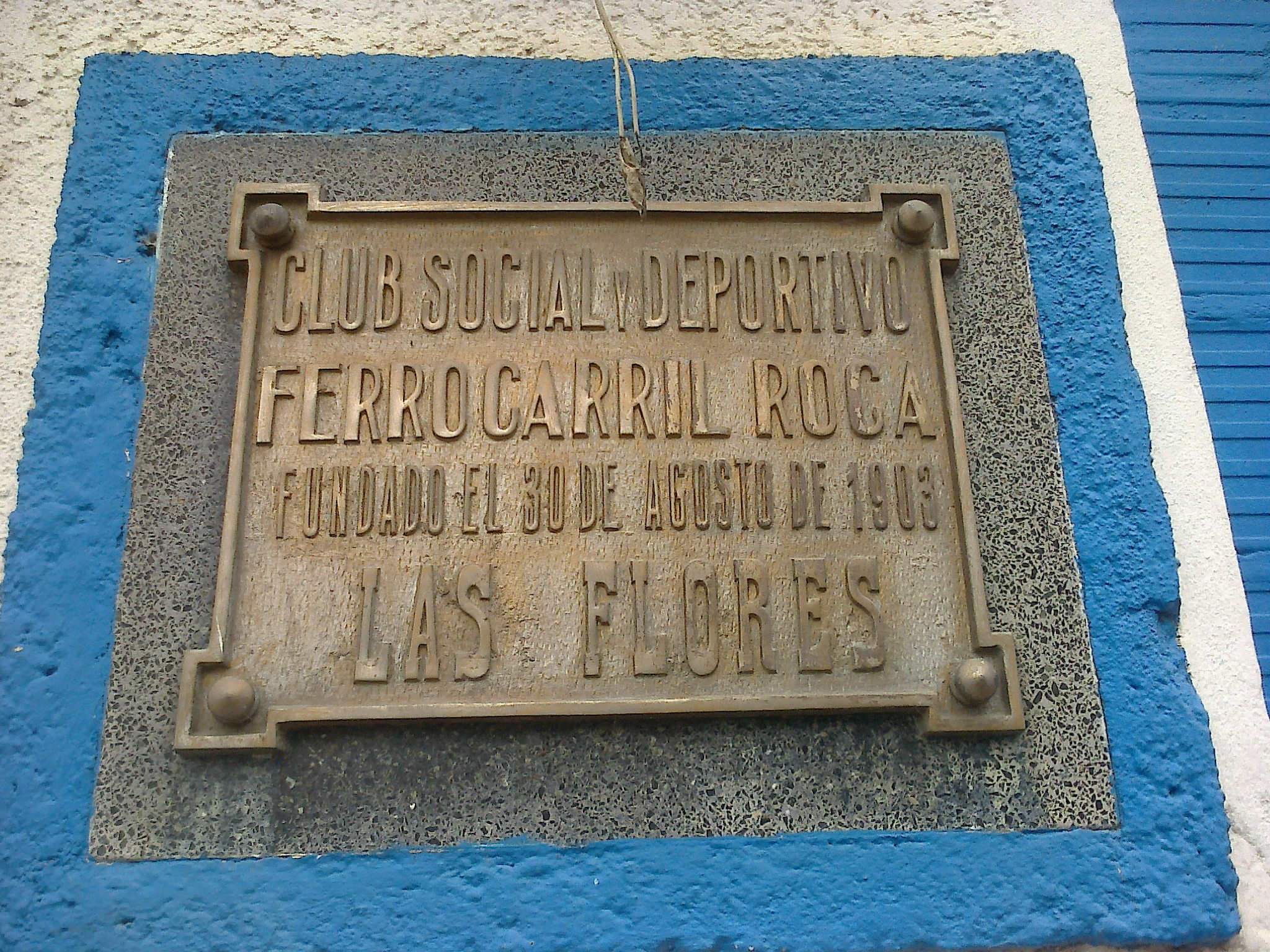
Placa en la sede del club

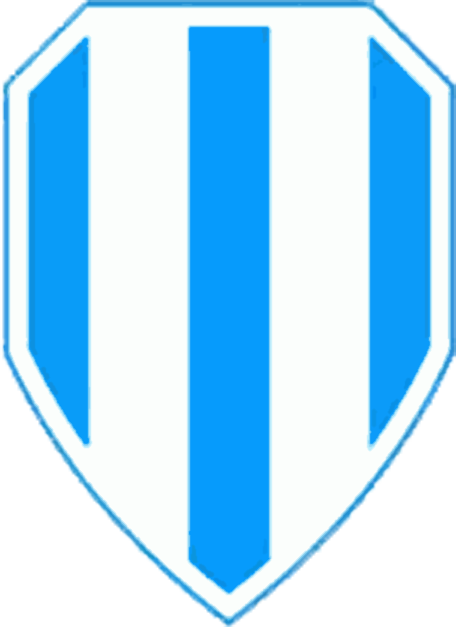
Escudo del club

### Uniforme
El uniforme de Ferrocarril Roca es el siguiente:
- Uniforme titular: camiseta a bastones celestes y blancos, pantalones negros y medias negras.

*También suele alternarse esta camiseta con pantalones y medias azul oscuro.
- Uniforme alternativo: camiseta celeste con detalles azules y blancos, pantalones azules con detalles blancos y medias azules.

### Indumentaria
| Período    | Proveedor |
| ---------- | --------- |
| Actualidad | Latir     |

## Estadio

### Información
- Nombre: Viaducto Ferroviario

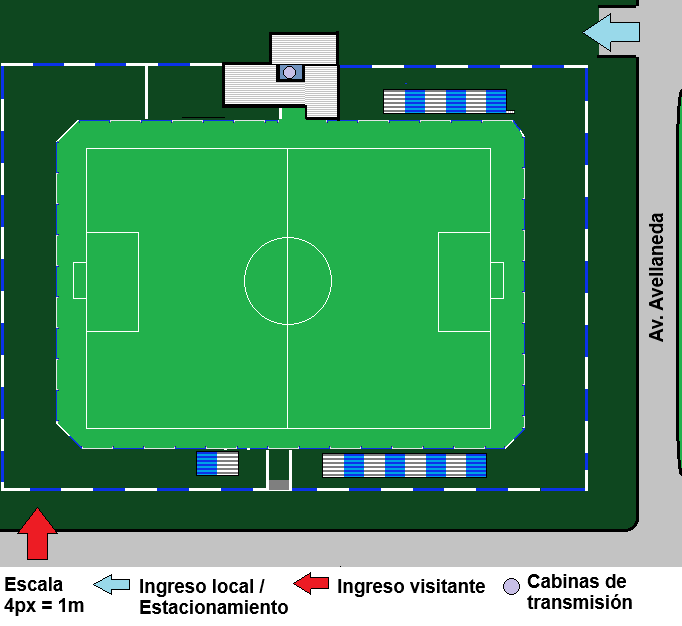
Diagrama del estadio del Club Ferrocarril Roca (LF)

  - Otro Nombre: Polideportivo Club Ferrocarril Roca
- Inauguración: 1 de mayo de 1994 (reinauguración en septiembre de 2014)
- Capacidad: 1.500
- Ubicación: Av. Avellaneda y Av. Vidal
- Coordenadas: -36.02731471154056, -59.094549146729705
- Dimensiones del campo de juego: 103 x 70
- Instalaciones: cancha de fútbol profesional nº 11, 3 canchas auxiliares, buffet, cancha de bochas, salón de usos múltiples, estacionamiento.
  - En 2013 se instaló un sistema de iluminación de primera calidad.
  - En 2014, tras el ascenso al Argentino B, se procedió a la construcción de las tribunas de cemento, completando así el estadio.

### Imágenes

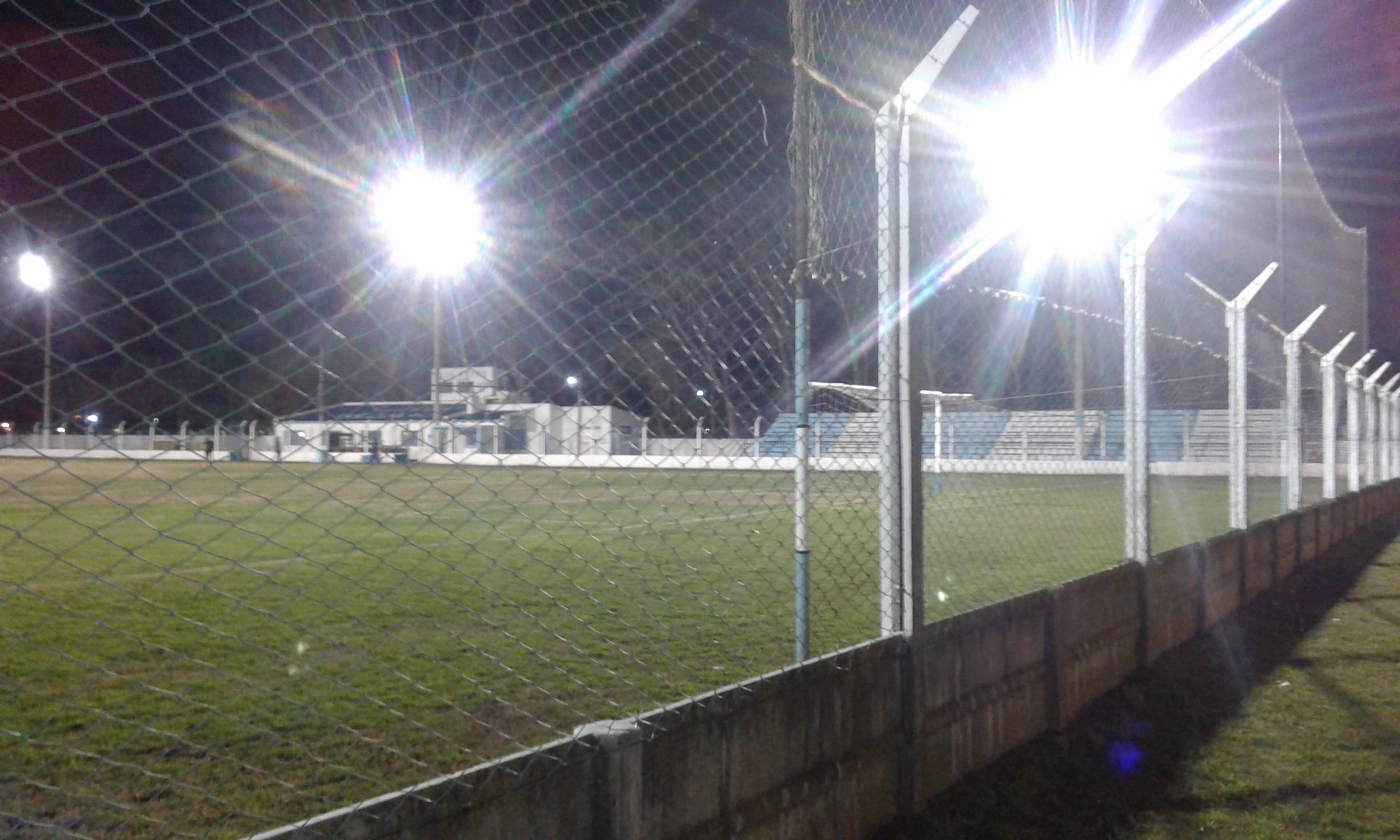
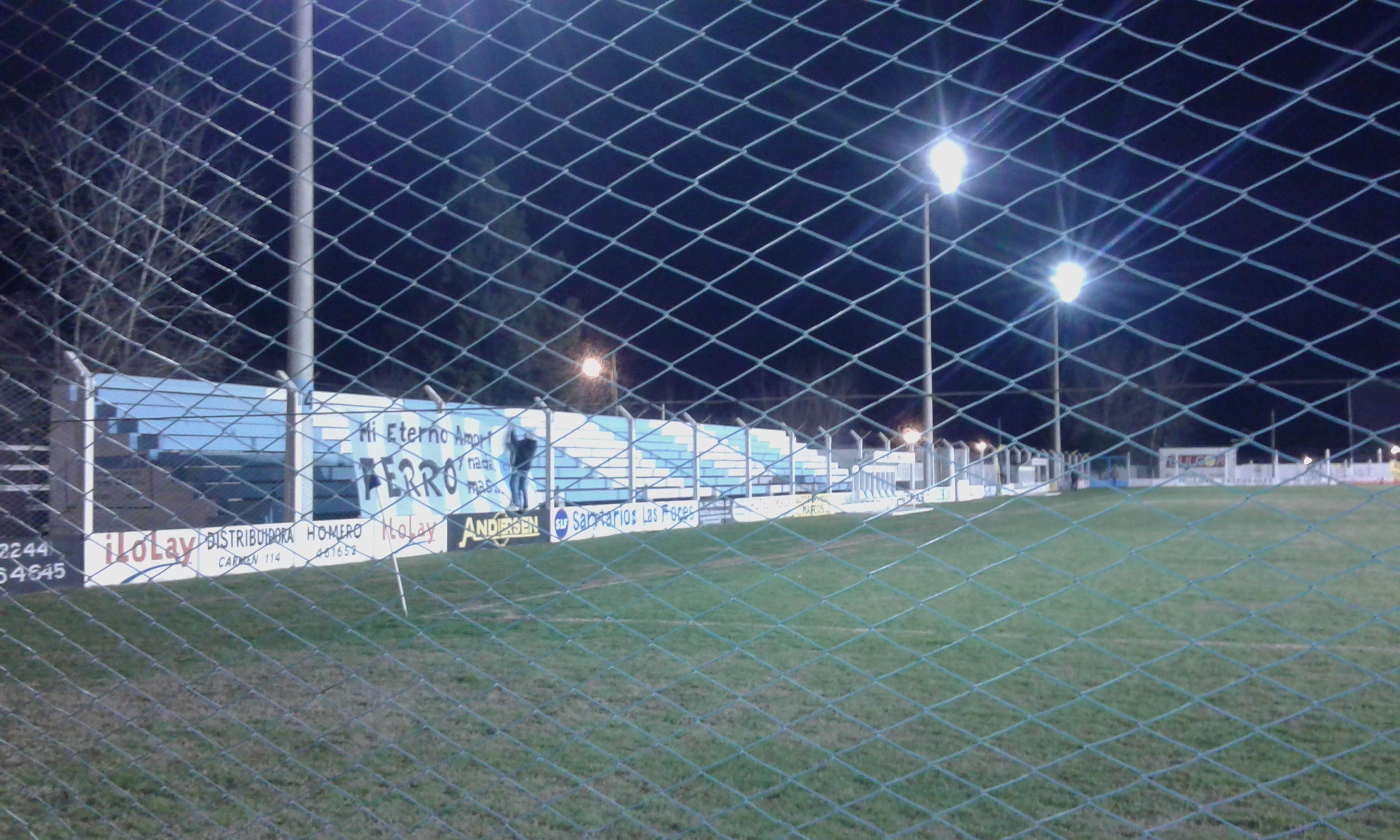
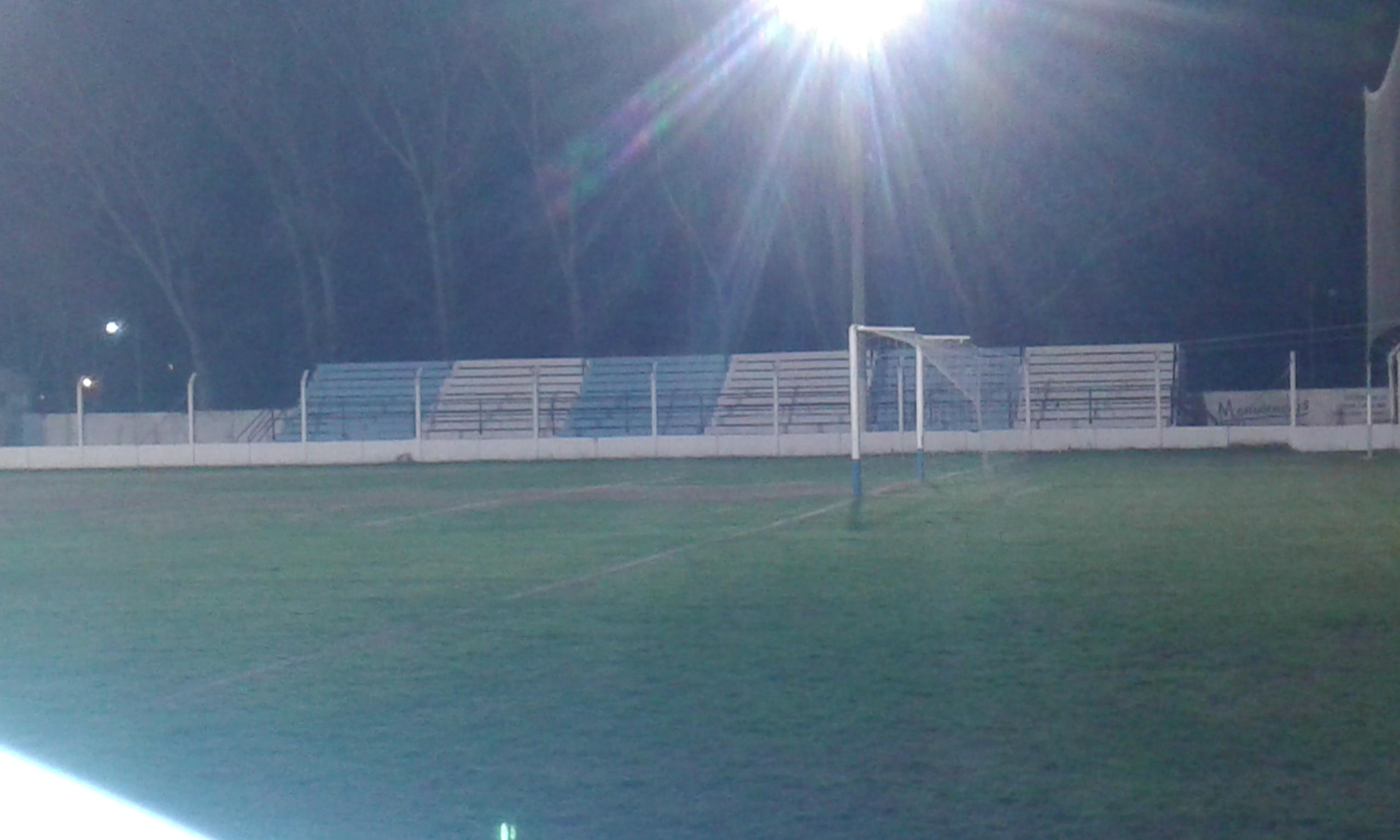
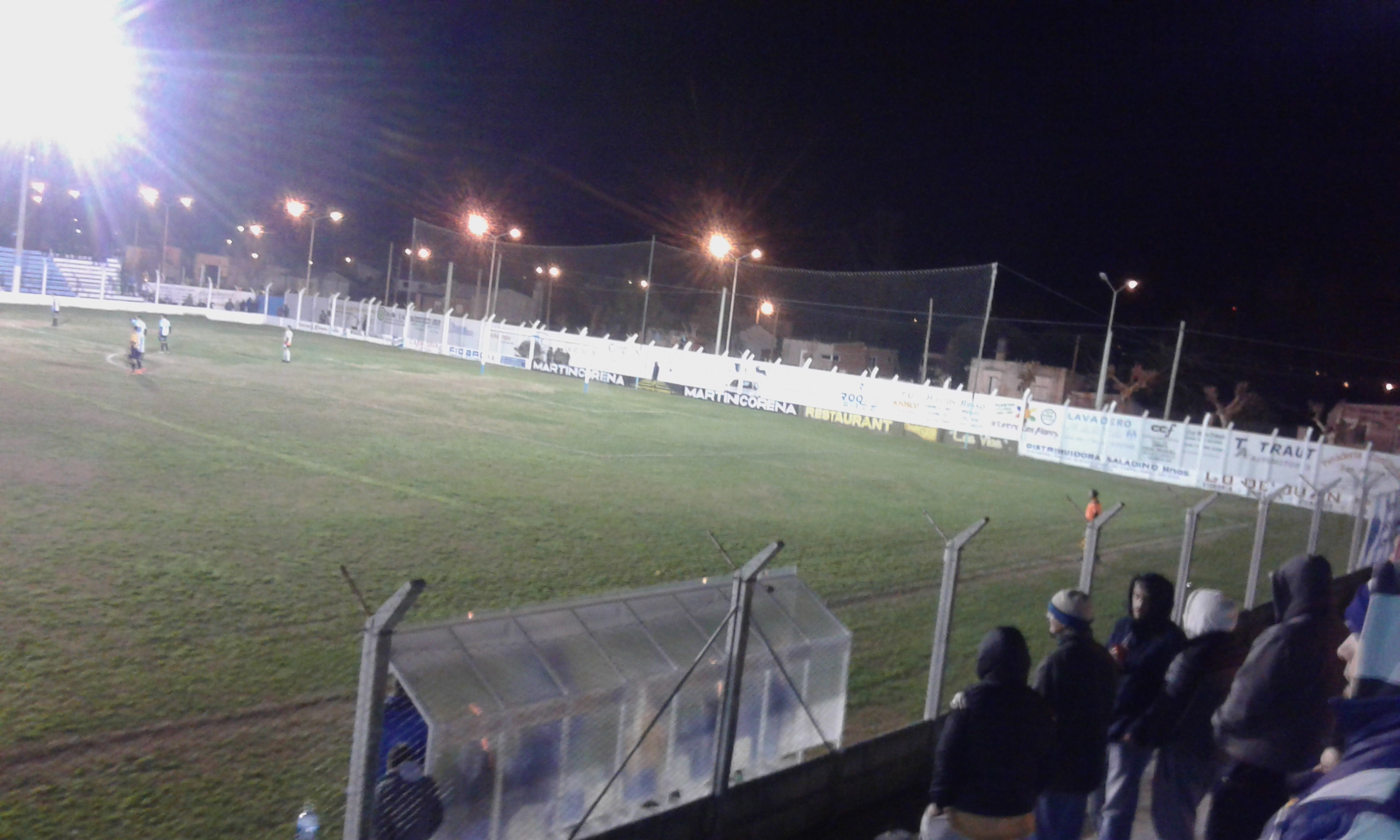
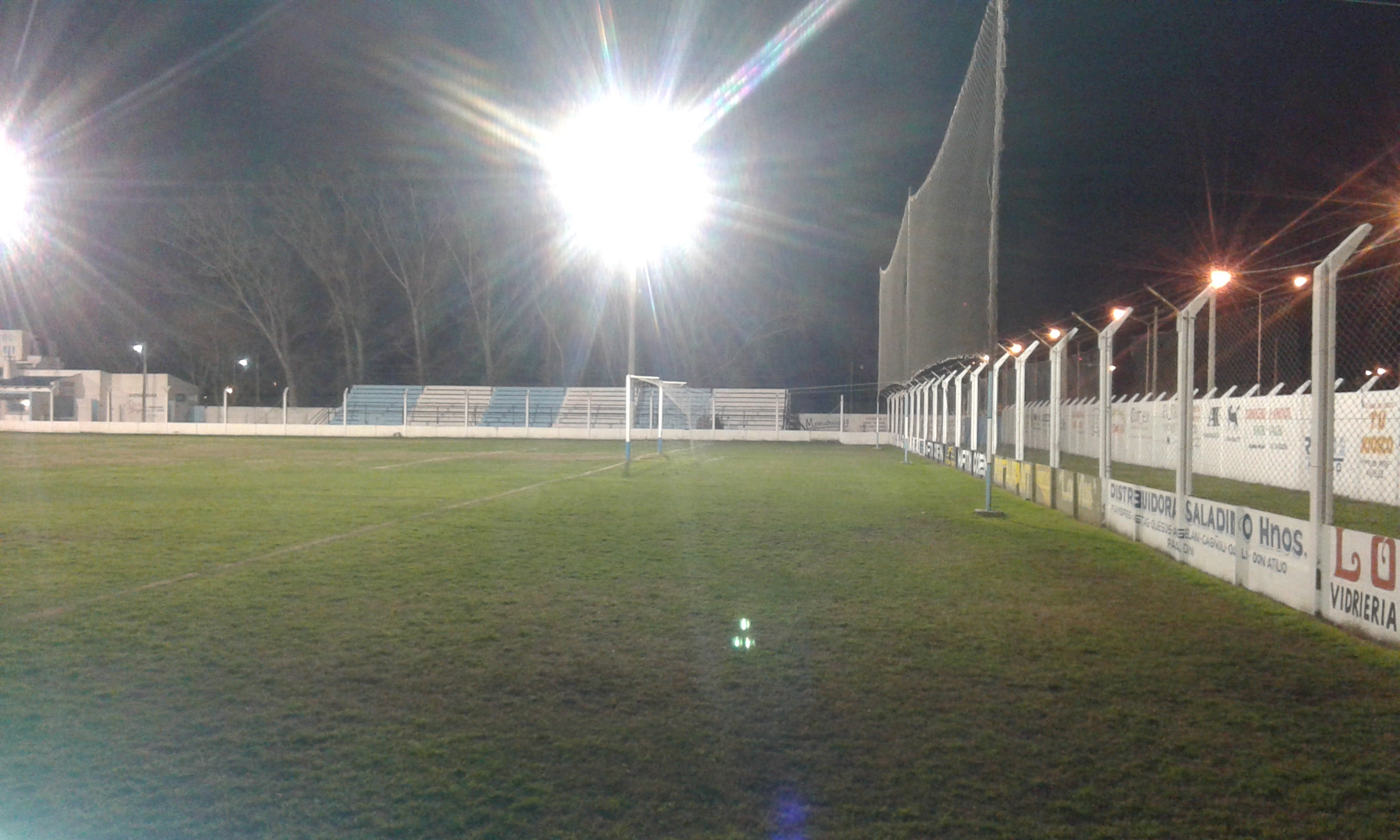
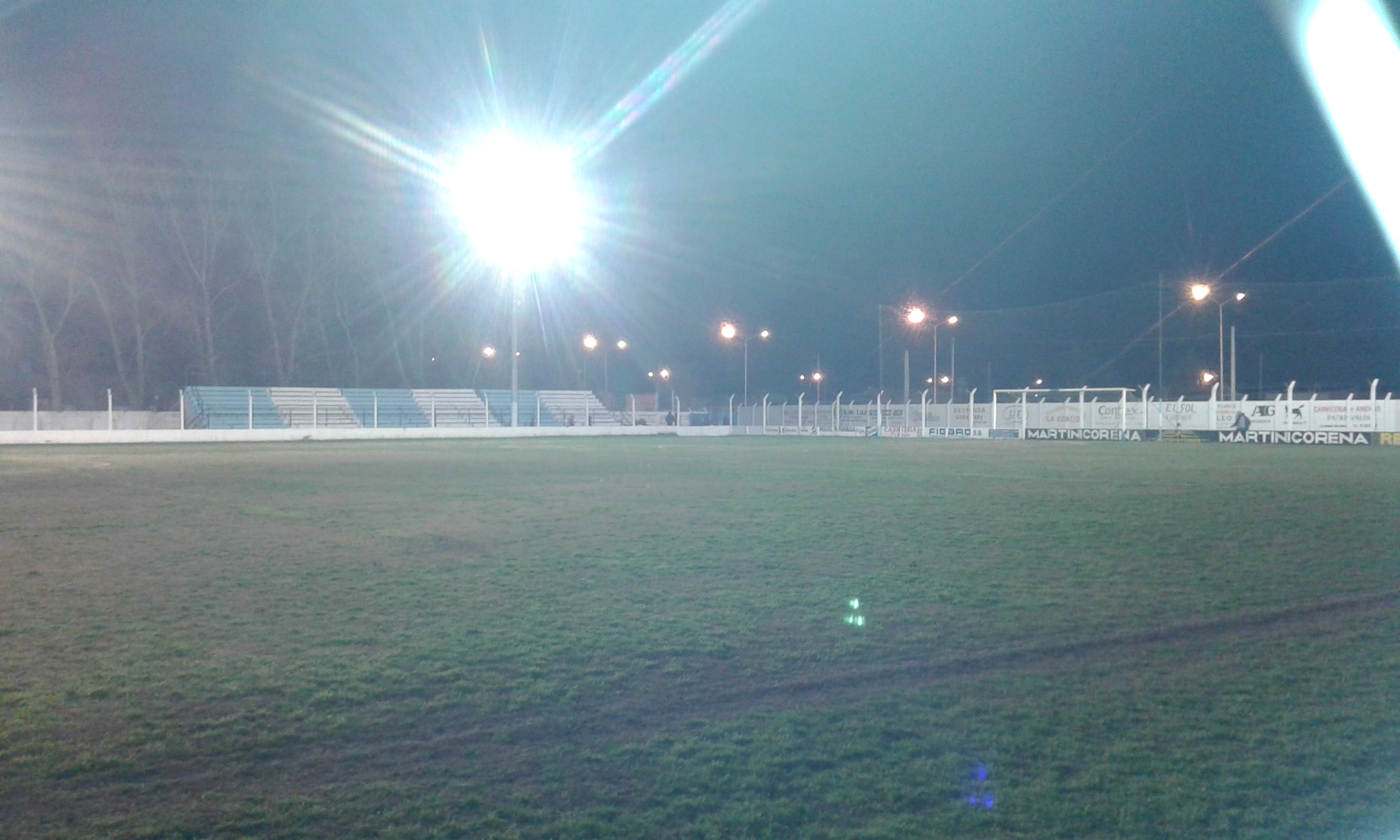
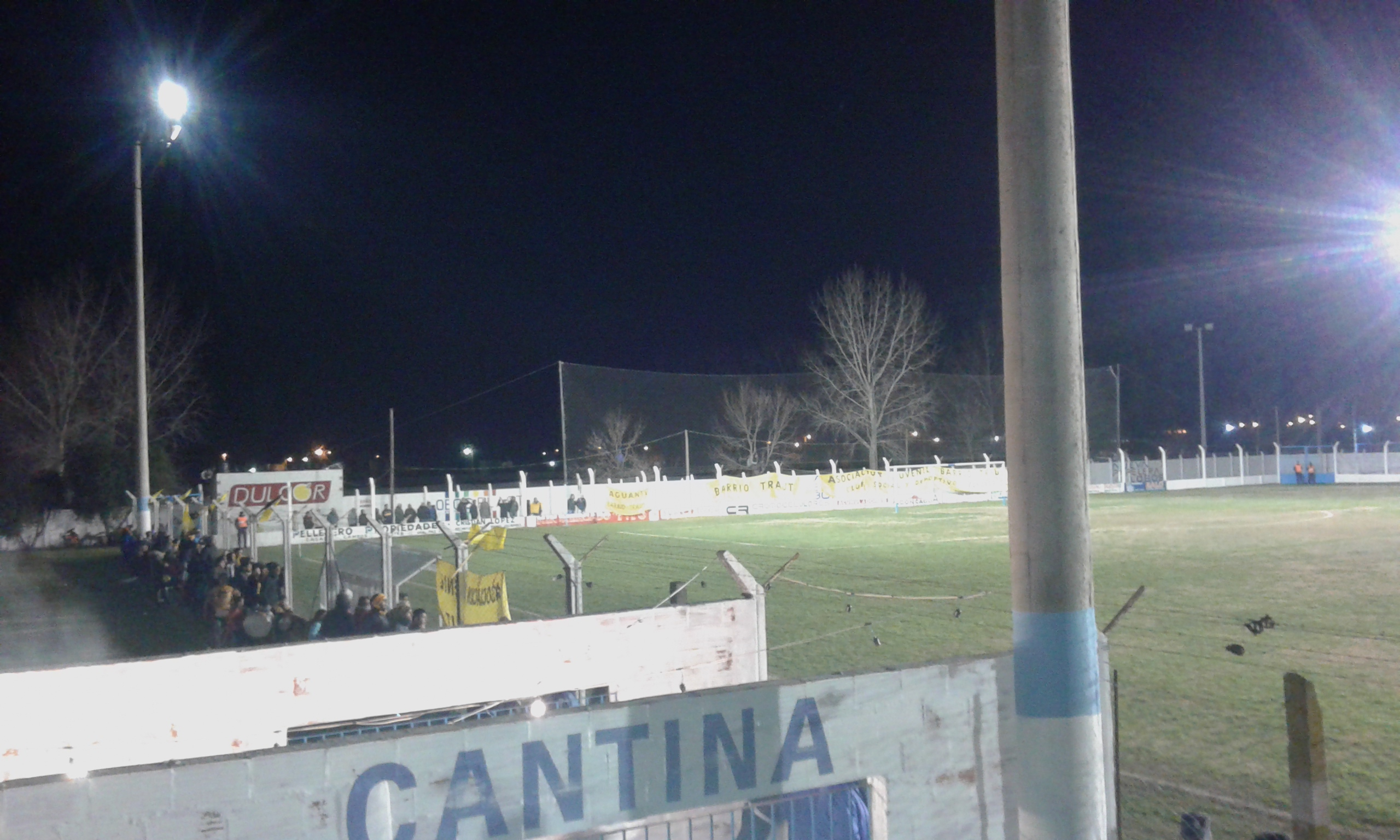
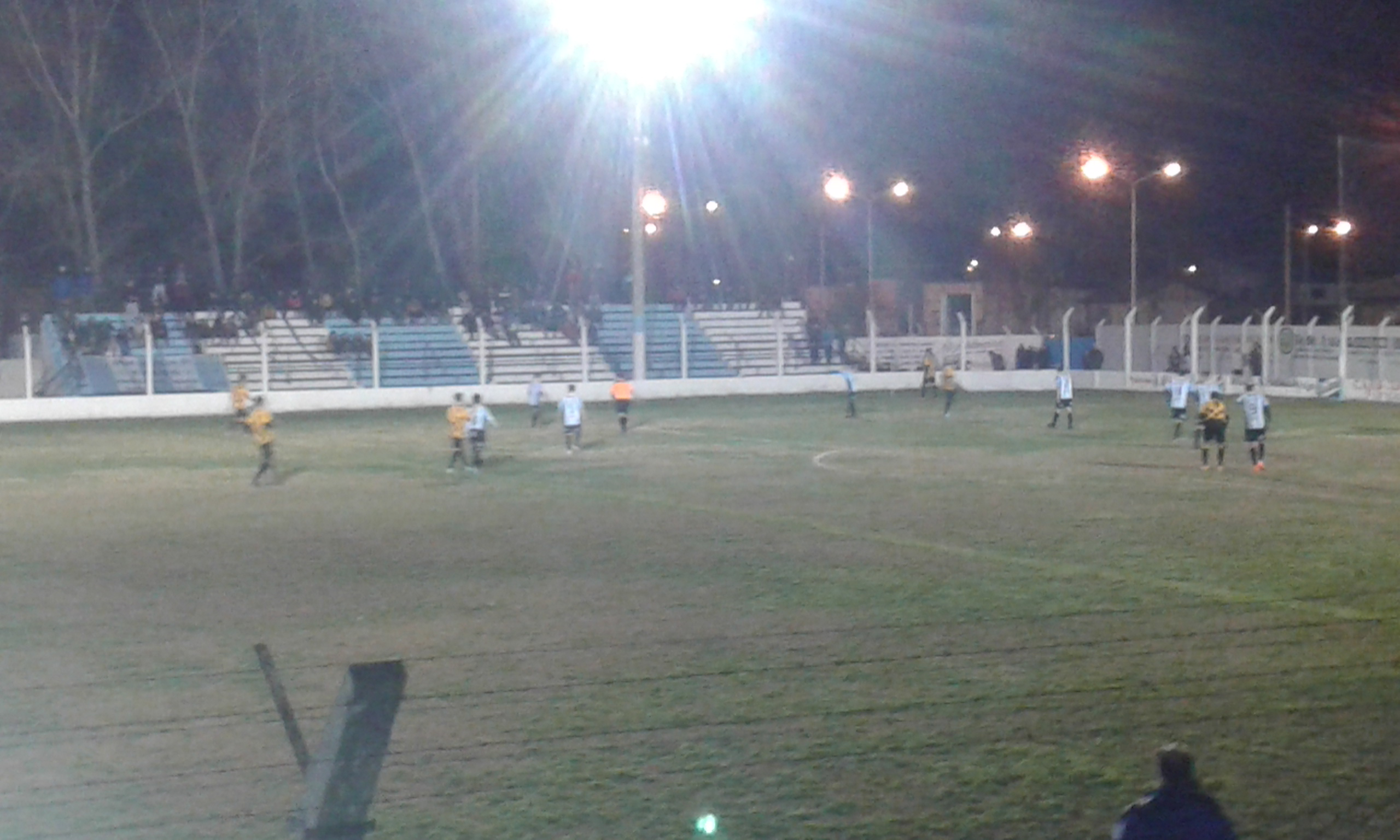
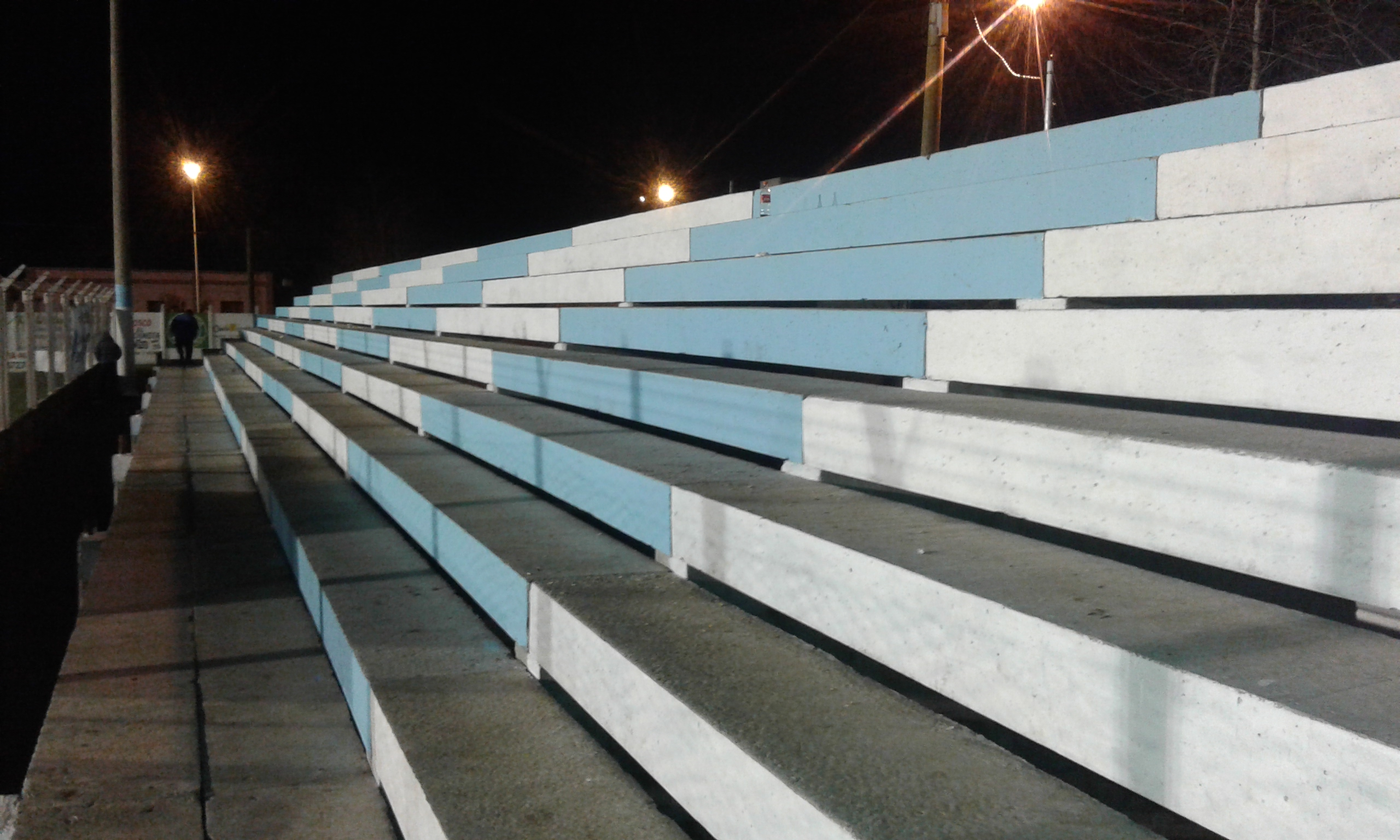
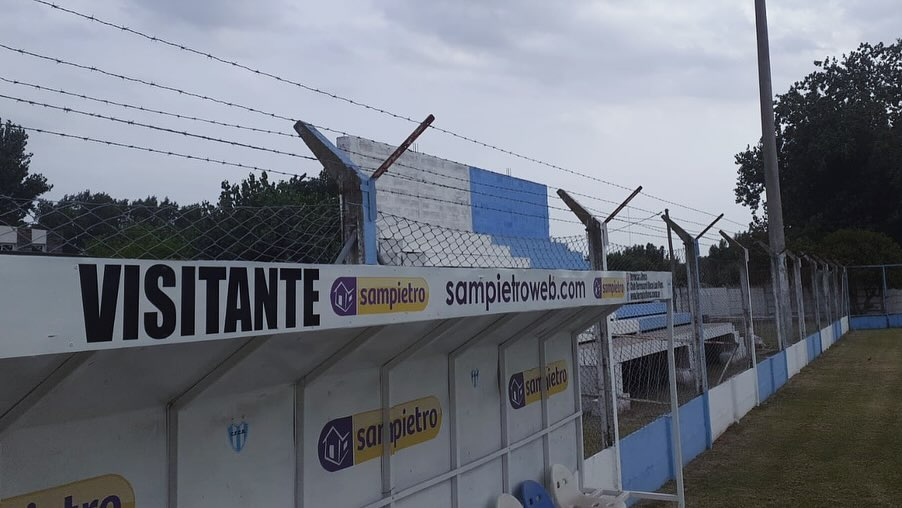
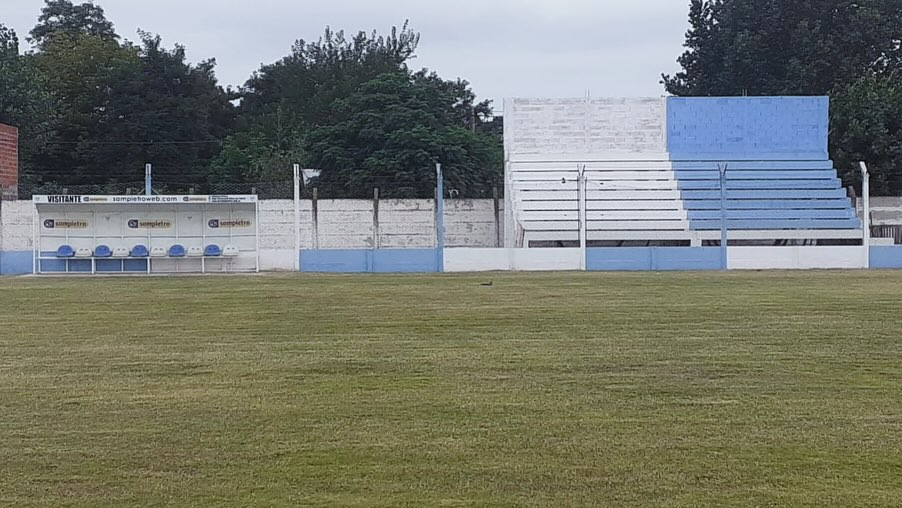
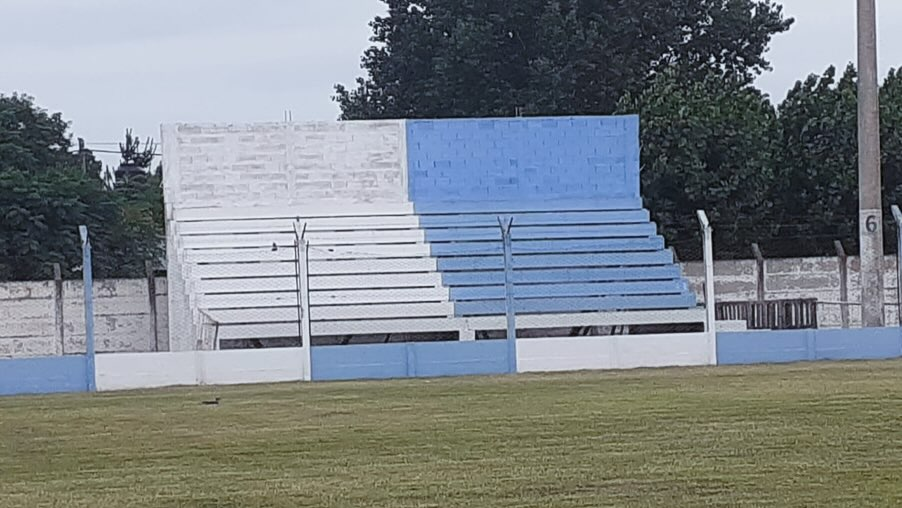

## Clásico
El clásico rival histórico de Ferro es el Club Atlético El Hollín («los Carboneros»), aunque últimamente también se ha forjado una fuerte rivalidad con el Club Atlético El Taladro («el Verde»), ya que ambos son los que más atención acaparan en la ciudad, ya sea tanto por cuestiones deportivas como así también socioculturales.

## Plantel 2018
- Actualizado el 23 de enero de 2018

## Datos del club

### Participaciones en campeonatos oficiales

#### Torneos nacionales regulares
- Cuarta división (7): 2002-03, 2003-04, 2014, 2015, 2016, 2017, 2019
- Quinta división (4): 2007, 2008, 2014, 2016

#### Copas nacionales
- Copa Argentina (1): 2014-15

| Torneo Argentino B 2002-03           | Segunda fase (3.º Grupo A)                    | 7   | 8   | 2  | 1  | 5  | 11  | 15  | -4  |
| Torneo Argentino B 2003-04           | Primera fase (4.º Grupo 27)                   | 3   | 6   | 1  | 0  | 5  | 8   | 14  | -6  |
| Torneo del Interior 2007             | Primera fase (3.º Zona 52)                    | 0   | 4   | 0  | 0  | 4  | 6   | 15  | -9  |
| Torneo del Interior 2008             | Primera fase (4.º Zona 44)                    | 6   | 6   | 2  | 0  | 4  | 7   | 12  | -5  |
| Torneo del Interior 2014             | Etapa final (Tercera fase)                    | 23  | 12  | 6  | 5  | 1  | 19  | 7   | 12  |
| Torneo Federal B 2014                | Primera fase (6.º Zona 4)                     | 14  | 14  | 2  | 8  | 4  | 12  | 15  | -3  |
| Torneo Federal B 2015                | Primera fase (11º Zona 3)                     | 16  | 22  | 4  | 4  | 14 | 15  | 32  | -17 |
| Torneo Federal C 2016                | Etapa final (Tercera fase)                    | 20  | 10  | 6  | 2  | 2  | 17  | 12  | 5   |
| Torneo Federal B Complementario 2016 | Primera fase (6.º Zona B Región Pampeana Sur) | 12  | 11  | 3  | 3  | 5  | 7   | 13  | -6  |
| Torneo Federal B 2017                | Primera fase (8.º Zona 5)                     | 19  | 18  | 5  | 4  | 9  | 22  | 27  | -5  |
| Total                                | Total                                         | 117 | 111 | 31 | 27 | 53 | 124 | 162 | -38 |

| 1. |

     Campeón.
    Subcampeón.
    Tercer puesto.
     Ascenso.
     Descenso.

### Palmarés
- Quinta división (1): 2014